# Thyreus grahami
Thyreus grahami är en biart som först beskrevs av Cockerell 1910.  Thyreus grahami ingår i släktet Thyreus och familjen långtungebin. Inga underarter finns listade i Catalogue of Life.